# Liste der Monuments historiques in Bréau
Die Liste der Monuments historiques in Bréau führt die Monuments historiques in der französischen Gemeinde Bréau auf.

## Liste der Objekte
| Bezeichnung                | Beschreibung                  | Standort                                      | Kennzeichnung | Schutzstatus | Datum | Bild |
| -------------------------- | ----------------------------- | --------------------------------------------- | ------------- | ------------ | ----- | ---- |
| Zwei Anrichten             | Holz, 19. Jahrhundert         | in der Kirche La Nativité-de-la-Vierge (Lage) | PM77004002    | Inscrit      | 1981  |      |
| Skulptur Christus am Kreuz | Holz, bemalt, 19. Jahrhundert | in der Kirche La Nativité-de-la-Vierge (Lage) | PM77004000    | Inscrit      | 1981  |      |
| Retabel des Hauptaltars    | Holz, 19. Jahrhundert         | in der Kirche La Nativité-de-la-Vierge (Lage) | PM77004001    | Inscrit      | 1981  |      |
| Skulptur Heilige Anna      | Holz, 16. Jahrhundert         | in der Kirche La Nativité-de-la-Vierge (Lage) | PM77000176    | Classé       | 1978  |      |
| Prozessionshimmel          | Seide, 19. Jahrhundert        | in der Kirche La Nativité-de-la-Vierge (Lage) | PM77004145    | Inscrit      | 1982  |      |